# Temporada de furacões no Pacífico de 2022
A temporada de furacões no Pacífico de 2022 foi um evento cíclico anual da temporada de ciclones tropicais no hemisfério norte. O período começou oficialmente em 15 de maio no Oceano Pacífico Nordeste e em 1º de junho de 2022, no Pacífico Central, respectivamente. Ambas terminaram em 30 de novembro de 2022 dentro da média, e descreveram historicamente o período de cada ano em que a maioria dos ciclones tropicais se formam na bacia do Oceano Pacífico, sendo adotadas por convenção. No entanto, a formação de ciclones tropicais era possível em qualquer época do ano.
Houve atividade dentro do esperado pela NOAA e a SNM no Pacífico nordeste nesta temporada, com dezenove tempestades nomeadas, dez furacões e dois grandes furacões se formando, incluindo uma tempestade Atlântica entrando na bacia. A primeira tempestade nomeada da temporada, Furacão Agatha, formou-se em 28 de maio, e atingiu terra dois dias depois com intensidade de categoria 2 na escala Saffir–Simpson, tornando-se o furacão mais forte já registrado a atingir a terra durante o mês de maio na Bacia do Pacífico Oriental. Em junho, o Furacão Blas e a Tempestade Tropical Celia causaram fortes chuvas no sudoeste do México, apesar de permanecerem no mar. O primeiro grande furacão da temporada, o Furacão Bonnie, entrou na bacia do Atlântico em 2 de julho, depois de cruzar a Nicarágua como uma tempestade tropical, tornando-se a primeira tempestade a sobreviver ao cruzamento do Atlântico para o Pacífico desde o Furacão Otto em 2016. Também em julho, o Furacão Darby se tornou o primeiro furacão de categoria 4 da temporada.

## Previsões sazonais
| Recorde                  | Recorde                  | Tempestades nomeadas | Furacões | Furacões maiores | Ref   |
| ------------------------ | ------------------------ | -------------------- | -------- | ---------------- | ----- |
| Media (1991–2020):       | Media (1991–2020):       | 15                   | 8        | 4                | [ 2 ] |
| Atividade recorde alta:  | Atividade recorde alta:  | 1992: 27             | 2015: 16 | 2015: 11         | [ 3 ] |
| Atividade recorde baixa: | Atividade recorde baixa: | 2010: 8              | 2010: 3  | 2003: 0          | [ 3 ] |
| Data                     | Fonte                    | Tempestades nomeadas | Furacões | Furacões maiores | Ref   |
| 17 de maio de 2022       | SMN                      | 14–19                | 6–9      | 2–4              | [ 4 ] |
| 24 de maio de 2022       | NOAA                     | 10–17                | 4–8      | 0–3              | [ 5 ] |
|                          | Area                     | Tempestades nomeadas | Furacões | Furacões maiores | Ref   |
| Atividade atual:         | EPAC                     | 12                   | 8        | 2                |       |
| Atividade atual:         | CPAC                     | 0                    | 0        | 0                |       |
| Atividade atual:         | Atividade atual:         | 12                   | 8        | 2                |       |

As previsões incluem mudanças semanais e mensais em fatores importantes que ajudam a determinar o número de tempestades tropicais, furacões e grandes furacões em um determinado ano. De acordo com a Administração Oceânica e Atmosférica Nacional (NOAA), a temporada média de furacões no Pacífico Oriental e Central entre 1991 e 2020 continha aproximadamente 15 tempestades tropicais, 8 furacões e 4 grandes furacões. A NOAA geralmente classifica uma temporada como acima da média, média ou abaixo da média com base no índice ECA acumulado, mas ocasionalmente o número de tempestades tropicais, furacões e grandes furacões dentro de uma temporada de furacões também é considerado. Os fatores que eles esperavam reduzir a atividade eram temperaturas da superfície do mar próximas ou abaixo da média em todo o Pacífico oriental e o El Niño-Oscilação Sul permanecendo na fase neutra, com a possibilidade de um La Niña se desenvolver, correspondendo a uma baixa chance de um El Niño.
Em 17 de maio de 2022, o Servicio Meteorológico Nacional (SMN) emitiu a sua previsão para a temporada, prevendo um total de 14 a 19 tempestades nomeadas, 6 a 9 furacões e 2 a 4 grandes furacões a se desenvolver. Em 24 de maio de 2022, a Administração Oceânica e Atmosférica Nacional (NOAA) emitiu a sua previsão, prevendo para uma temporada abaixo da média com 10–17 tempestades nomeadas, 4–8 furacões, 0–3 furacões maiores, e um índice de  energia ciclônica acumulada de 45% a 100% da média.

## Resumo sazonal

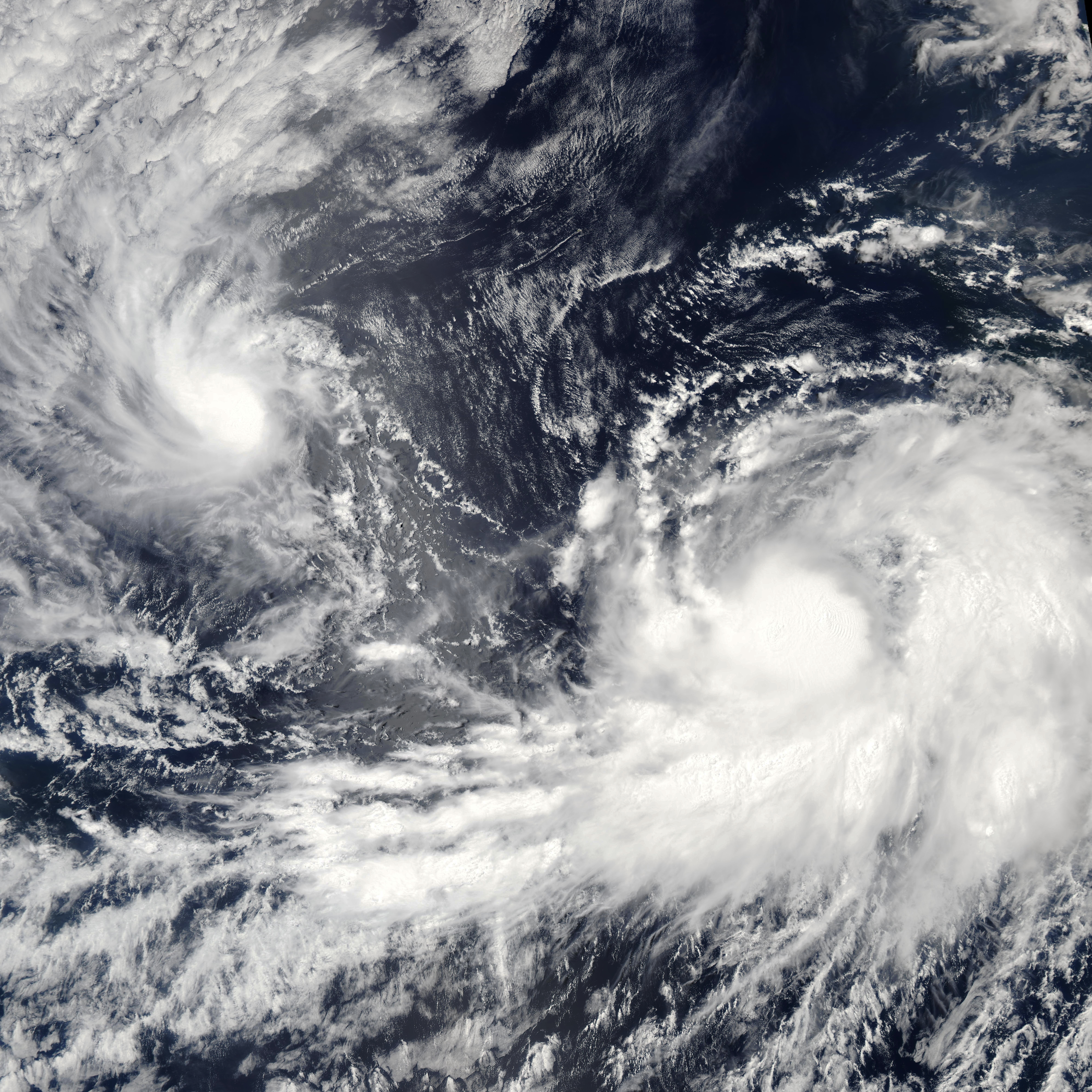
Tempestades tropicais Frank e Georgette fazendo um efeito Fujiwhara em 28 de julho de 2022

A temporada começou com a formação do Furacão Agatha em 28 de maio, que rapidamente se intensificou para um furacão de categoria 2 de ponta antes de atingir a costa do Sudoeste do México dois dias depois. Isso marcou o furacão mais forte do Pacífico a atingir a costa durante o mês de maio desde que os registros começaram em 1949. A atividade continuou em junho com a formação do furacão Blas, que causou quatro mortes enquanto estava no sudoeste do México, e da tempestade tropical Celia, que serpenteou pela bacia por doze dias no final de junho. Quatro dias depois que Celia se dissipou, a Tempestade Tropical Bonnie se tornou a primeira a sobreviver ao cruzamento do Atlântico para o Pacífico desde o Furacão Otto em 2016. Também se tornou o primeiro grande furacão da temporada. No mesmo dia em que Bonnie se dissipou, a depressão que se tornaria o Furacão Darby se formou. A tempestade se intensificou rapidamente na tempestade mais forte da temporada até agora no final de 11 de julho, e mais tarde cruzou para o Pacífico Central em 14 de julho. No dia seguinte, O Furacão Estelle formou-se e acompanhou a costa do México durante a maior parte de sua existência de seis dias. Após um breve período sem nenhum ciclone tropical ativo, a atividade de julho continuou com as formações do Furacão Frank e da Tempestade Tropical Georgette. O ritmo agitado continuou em agosto com a formação do Furacão Howard em 7 de agosto e da Tempestade Tropical Ivette oito dias depois.
Dois sistemas desenvolvidos durante a primeira semana de setembro. A Tempestade Tropical Javier e o Furacão Kay formaram-se ao largo da costa sudoeste do México e paralelamente à costa. Kay, o mais duradouro e mais forte dos dois, tornou-se o primeiro ciclone tropical a estender seus efeitos para o norte no sul da Califórnia desde Nora em 1997.
O índice energia ciclônica acumulada (ECA) para a temporada de furacões do Pacífico de 2022 a partir das 21:00 UTC de 9 de setembro, conforme calculado pela Universidade Estadual de Colorado usando dados do NHC, é de aproximadamente 92 unidades. Em termos gerais, ECA é uma medida do poder de uma tempestade tropical ou subtropical multiplicado pelo período de tempo que existiu. Um número ECA representa a soma dos quadrados da velocidade máxima sustentada do vento (nós) para todas as tempestades nomeadas, enquanto elas são pelo menos intensidade de tempestade tropical, dividida por 10.000. Portanto, depressões tropicais não estão incluídas.

## Sistemas

### Furacão Agatha
Durante 22 de maio, o Centro Nacional de Furacões (NHC) observou o possível desenvolvimento de uma área de baixa pressão localizada a vários quilômetros da costa sudoeste do México.  Por volta das 06:00 UTC de 24 de maio tomou um percurso para o oeste, e se desenvolveu uma ampla área de baixa pressão com a produção de chuvas e trovoadas desorganizadas. Em 28 de maio, o NHC atualizou o sistema para uma depressão tropical, recebendo a designação 01E, tornando-se o primeiro sistema desta temporada. Às 09:00 UTC do mesmo dia, a tempestade se fortaleceu em uma tempestade tropical e recebeu o nome de Agatha, pois a sua convecção se organizou significativamente junto com ela tendo desenvolvido um pequeno e nublado denso central. Agatha continuou a se organizar com base em imagens de satélite, com formação de bandas curvas. Mais tarde, uma explosão de convecção se formou perto do centro, e imagens de micro-ondas revelaram que Agatha havia melhorado a sua estrutura convectiva e alinhado melhor a sua circulação de baixo nível.
Às 12:00 UTC de 29 de maio, o NHC avaliou que o sistema se fortaleceu em um furacão de categoria 1 na escala Saffir-Simpson. Agatha logo começou a se intensificar rapidamente devido ao bloqueio em uma área de água morna perto de 30 °C (86 °F) com pouco cisalhamento vertical do vento; nove horas depois, o sistema foi avaliado como tendo se tornado um furacão de categoria 2 de ponta, com ventos de 95 kn (176 km/h) e uma pressão central mínima de 964 mbar (28.5 inHg). Às 21:00 UTC de 30 de maio, o ciclone atingiu a terra perto de Puerto Ángel, Oaxaca. Isso marcou o furacão mais forte do Pacífico para fazer landfall durante o mês de maio desde que os registros começaram em 1949. Os ventos sustentados de Agatha caíram para a força da categoria 1 cerca de três horas depois, quando estava localizado a cerca de 25 km ao norte-nordeste de Puerto Ángel. À medida que o sistema se movia sobre o terreno montanhoso de Oaxaca em 31 de maio, deteriorou-se rapidamente, enfraquecendo-se em uma tempestade tropical às 03:00 UTC, e em uma depressão tropical às 12:00 UTC. O centro de baixo nível de Agatha se dissipou mais tarde naquele mesmo dia.

### Furacão Blas
Em 7 de junho, a NOAA observou pela primeira vez a possibilidade de um sistema tropical se formar no Golfo de Tehuantepec. Quatro dias depois, uma área de baixa pressão se formou à medida que a atividade de precipitação começa a mostrar sinais de organização. A atividade convectiva de perturbação associada tornou-se melhor organizada. Às 09:00 UTC de 14 de junho, o NHC iniciou alertas sobre a Depressão Tropical 02E enquanto estava localizado a cerca de 636 km (395 mi) ao sul-sudeste de Manzanillo, México. Mais tarde naquele dia, a depressão foi reforçada em Tempestade Tropical Blas.
Imagens de satélite revelaram que um núcleo convectivo se desenvolveu. Blas manteve uma estrutura bem definida com recursos de banda, à medida que uma densa nebulosidade central circular tornou-se incorporada no sistema. Blas continuou a se fortalecer rapidamente à medida que desenvolveu um núcleo interno, e a tempestade se tornou um sistema de Categoria 1 às 15:00UTC em 15 junho de 2022. Blas então continuou a melhorar sua estrutura, desenvolvendo um olho de nível médio nas porções ocidentais do ciclone. Um fluxo de nível superior e topos de nuvens frias fizeram com que o ciclone mantivesse sua intensidade; no entanto, a convecção profunda central ocorreu apenas no semicírculo sul de Blas. Blas se fortaleceu ainda mais em 17 de junho, atingindo seu pico de intensidade com ventos sustentados máximos de 1 minuto aumentando para quase 90 mph (Ou 150 km/h). No final do dia, no entanto, as condições se tornaram desfavoráveis e o sistema começou a se deteriorar. Seu centro de nível médio foi cortado a sudoeste, sem convecção profunda perto do centro da superfície, e às 03:00 UTC em 18 junho de 2022, Blas enfraqueceu para uma tempestade tropical. Às 09:00 UTC de 20 de junho, a tempestade foi rebaixada para uma depressão tropical, e seis horas depois, ele fez a transição para um ciclone pós-tropical a aproximadamente 350 mi (565 km), no extremo-sul da península da Califórnia.
Apesar de os danos gerais serem mínimos, os ventos e as chuvas fortes causaram deslizamentos de terra, afrouxamento de morros, transbordamento de córregos e inundações em vários estados mexicanos, especialmente em Michoacán e em Guerrero. Blas causou quatro mortes, duas em Guerrero e duas em Puebla.

### Tempestade Tropical Celia
Em 11 de junho, o NHC começou a prever que uma área de baixa pressão se formaria durante os próximos dias ao sul ou sudoeste da costa da América Central. Dois dias depois, uma frente de baixa pressão formou-se a um par de centenas de milhas a sudoeste da costa da Nicarágua. A estrutura convectiva dentro da baixa organizou-se e às 21:00 UTC em 16 de junho, o NHC classificou o distúrbio como uma depressão tropical, enquanto estava situado 205 mi (330 km) ao sul-sudoeste de San Salvador, El Salvador. No dia seguinte, o sistema se fortaleceu em uma tempestade tropical, e foi atribuído o nome Celia. Pouco tempo depois, no entanto, a vista geral do satélite da tempestade começou a se degradar, com sua convecção mais profunda sendo deslocada para o noroeste da circulação de baixo nível exposta, e Celia foi rebaixada para uma depressão tropical em 18 de junho. A depressão foi adversamente afetada por fortes ventos de nível superior, o que resultou em cisalhamento moderado do vento à medida que se movia para oeste-sudoeste nos dias seguintes devido ao fluxo de direção de uma crista de nível médio para o norte. A convecção profunda aumentou em 21 de junho, e Celia se fortaleceu novamente em uma tempestade tropical. A tempestade intensificou-se ligeiramente no dia seguinte, uma vez que se moveu para oeste-noroeste a 16 km/h (10 mph), enquanto sendo dirigido por um forte cume de nível médio centrado sobre o centro-sul dos Estados Unidos. O cisalhamento de camada profunda que durante dias impediu o desenvolvimento de Celia em uma tempestade mais forte diminuiu consideravelmente em 24 de junho, e a tempestade se intensificou, atingindo ventos sustentados de 105 km/h (65 mph) com uma pressão barométrica mínima de 993 mbar (29,32 inHg) mais tarde naquele dia. Em 25 de junho, Celia passou para o sul da ilha Socorro e mudou-se para águas mais frias.
Embora tenha começado a enfraquecer, o sistema se recuperou inesperadamente no final de 26 de junho, como um olho de nível médio desenvolvido e ventos a aumentarem para 97 km/h (60 mph). No entanto esta re-intensificação foi breve e no início do dia seguinte, Celia estava produzindo apenas pequenas explosões de convecção nas porções oeste e sul de sua circulação. Às 09:00 UTC de 28 de junho, Celia enfraqueceu em uma depressão tropical, e degenerou em um baixa remanescente 12 horas depois.

Enquanto estava parado na costa da América Central, chuvas fortes de Celia e um sistema de baixa pressão nas proximidades afetaram mais de 28.000 pessoas na Guatemala. Uma morte foi atribuída a Celia. Ocorreu em Oaxaca, onde um homem se afogou.

### Furacão Bonnie
Por volta das 15:00 UTC de 2 de julho, a Tempestade Tropical Bonnie emergiu no Pacífico nordeste a partir da bacia do Atlântico após cruzar a Nicarágua, tornando-se o primeiro ciclone a sobreviver ao cruzamento do Atlântico para o Pacífico desde o Furacão Otto em 2016. Bonnie constantemente se reorganizou à medida que se movia para o oeste longe da costa. Mais tarde as imagens de satélite em 2 de julho revelaram que a tempestade tinha uma banda curva convectiva profunda com topos de nuvens -117 °F (-83 °C) envolvendo seu lado oeste. Essa tendência de fortalecimento continuou; no final do dia seguinte, a banda principal havia se envolvido completamente em torno do centro e um núcleo interno estava se desenvolvendo. Às 03:00 UTC em 4 de julho, Bonnie tornou-se um furacão enquanto estava localizado a cerca de 210 milhas (340 km) ao sul de Salina Cruz, Oaxaca, e depois na tarde daquele dia, tornou-se o segundo furacão de categoria 2 da temporada, uma vez que se movia paralelo à costa do Sudoeste do México.
No início de 5 de julho de 2022, a estrutura do núcleo interno de Bonnie tornou-se bem desenvolvida com um olho de 10 mi-wide (20 km). Como resultado, o furacão conseguiu atingir a intensidade da categoria 3 às 15:00 UTC daquele dia. Começando várias horas depois e continuando em 6 julho do mesmo ano, o padrão de nuvens de Bonnie se deteriorou e a convecção central tornou-se menos organizada devido ao moderado cisalhamento norte-nordeste, fazendo com que fosse rebaixado a Categoria 2 . A tormenta manteve velocidades de vento de cerca de 105 mph (165 km/h) durante a maior parte daquele dia, enquanto se movia para oeste-noroeste para longe da costa mexicana, antes de ser novamente rebaixado para a Categoria 1 com ventos de 90 mph (150 km/h) em 7 de julho. A intensidade de Bonnie continuou a diminuir no dia seguinte à medida que se movia para águas mais frias com temperaturas da superfície do mar de 75–77 °F (24–25 °C), onde enfraqueceu para uma tempestade tropical a cerca de 825 mi (1,330 km) a oeste-sudoeste do extremo-sul da península da  Califórnia. Então, em 9 de julho, Bonnie degenerou em uma baixa pós-tropical quando toda a convecção profunda cessou.

### Furacão Darby
Em 5 de julho, a NOAA começou a monitorar uma área de baixa pressão que se desenvolveria em poucos dias. Mais tarde naquele dia, um distúrbio se formou ao sul da costa da Guatemala. Tais tempestades eram associadas a uma onda tropical e a baixa tornou-se melhor organizada em 9 de julho, com uma banda curva bem definida ao norte e oeste visível em imagens de satélite, juntamente com uma densa nebulosidade central florescente se formando perto do centro.  Mais tarde naquele dia, concluiu-se ainda que o distúrbio provavelmente desenvolveu uma circulação fechada. Na tarde de 09 de julho, o NHC divulgou a formação da Tempestade Tropical Darby no mar a sudoeste do México. No dia seguinte depois de adquirir características tropicais, a tormenta se organizou ainda mais, com aumento de bandas na parte leste de sua circulação, juntamente com uma estrutura central interna de baixo nível muito desenvolvida. Darby se fortaleceu em um furacão de categoria 1 às 03:00 UTC de 11 de julho, enquanto localizado a cerca de 1,455 km (905 mi), a sudoeste do extremo-sul da península da Califórnia. Em seguida Darby se intensificou rapidamente, atingindo a força de categoria 2 às 10:00 UTC, e se tornar um furacão maior de categoria 3 às 13h15 UTC do mesmo dia, como um olho claro e extremamente desenvolvido, cercado por um anel de nuvens grossas, cujas temperaturas do topo das nuvens se desenvolveram e ventos sustentados aumentaram para cerca de 110 kn (200 km/h; 130 mph). E aí, oito horas depois, atingiu a intensidade categoria 4. Para um sistema de tal magnitude, Darby era muito pequeno, com diâmetro de tempestade tropical estendendo-se apenas por cerca de 95 km (60 mi) por toda a sua extensão. Durante essa época, Darby adquiriu características de furacão anular. Houve alguma erosão na estrutura convectiva do núcleo interno do sistema, com o olho em particular se tornando menos distinto no início de 12 de julho, fazendo com que ele enfraquecesse para a força da categoria 3 ao meio-dia. e foi rebaixado a categoria 2 no dia 13 de julho às 15:15 UTC. Contudo seu olho reapareceu mais tarde na madrugada de 14 de julho, e retornou ao status de categoria 3. O olho do furacão reapareceu inesperadamente mais tarde naquela manhã, e novamente atingiu o nível de Categoria 3 às 03:00 UTC de julho 14. No entanto, esse re-fortalecimento durou pouco, pois Darby voltou à força da Categoria 2 seis horas depois, quando se aproximou e entrou no Pacífico Central. A força de Darby continuou a diminuir em 15 de julho, quando o sistema enfraqueceu para força de Categoria 1 e depois para status de tempestade tropical devido ao moderado cisalhamento do vento de oeste-sudoeste e temperaturas mais baixas da superfície do mar. Mais enfraquecimento ocorreu em 16 de julho, enquanto Darby passava ao sul do Big Island de Havaí, pois sua convecção se tornou mal organizada e esporádica perto do centro. Às 03:00 UTC de 17 de julho, Darby perdeu suas características tropicais quando abriu em uma calha.
No momento da passagem de Darby ao sul do Havaí, uma série de grandes ondas de um forte swell de sul, algumas mais altas que 20 ft (6.1 m), atingiram as ilhas e foram inicialmente atribuídas a Darby. Mesmo assim, Darby não teve grande impacto na ressaca quando ele passou, de acordo com Chris Brenchley do escritório do Serviço Nacional de Meteorologia em Honolulu.

### Furacão Estelle
Em 7 de julho, o NHC começou a monitorar o Pacífico Sudeste ao sul da costa da América Central, onde se esperava que uma área de baixa pressão se formasse em poucos dias. A perturbação prevista se formou em 11 de julho, ao sul das costas da Guatemala e El Salvador, produzindo algumas chuvas desorganizadas. Em 15 de julho, o distúrbio havia se tornado suficientemente organizado para ser classificado como uma depressão tropical pelo NHC. Às 03:00 UTC de 16 de julho, a depressão havia se fortalecido, com uma estrutura de baixo nível bem definida e uma banda estreita de convecção profunda persistente perto do centro, e foi atualizado para a Tempestade Tropical Estelle. Depois de ser impedido por cisalhamento vindo do nordeste mais tarde naquele mesmo dia, a convecção intensa foi capaz de envolver completamente o centro e Estelle se fortaleceu em um furacão às 03:00 UTC de 17 de julho. Doze horas depois, os ventos sustentados perto do centro do sistema estavam a 137 km/h (85 mph). Tornou-se mais fraco, no entanto, com o passar do dia, aparentemente devido ao influxo de ar seco em seu núcleo e aos efeitos do cisalhamento do vento, e seus ventos caíram para 130 km/h (80 mph) no final do dia. O enfraquecimento gradual continuou, e às 09:00 UTC de 19 de julho, Estelle foi rebaixada para uma tempestade tropical quando seu centro estava localizado ao norte da ilha Clarion. As bandas de nuvens de nível superior de Estelle tornaram-se mais simétricas mais tarde naquele dia, devido à redução do cisalhamento do vento e ao aumento da convecção que envolveu a região norte da tempestade. No início de 20 de julho, no entanto, o padrão de nuvens havia diminuído para pequenas explosões de convecção perto do centro da tempestade. Às 15:00 UTC de 21 de julho, no entanto, a tempestade enfraqueceu para uma depressão tropical à medida que se movia para oeste-noroeste sobre o oceano aberto. Mais tarde naquele dia, o sistema tornou-se um remanescente baixo.

### Furacão Frank
Em 21 de julho, a NOAA começou a prever que uma área de baixa pressão se desenvolveria na costa sul de El Salvador e Guatemala dentro de alguns dias. Uma área de baixa pressão, associada a uma onda tropical, desenvolveu-se dois dias depois, produzindo aguaceiros e trovoadas desorganizadas. Às 09:00 UTC em 26 de julho, após convecção profunda desenvolvida no centro da perturbação e se organizar melhor, foi designada como depressão tropical. Seis horas depois, o sistema se fortaleceu na tempestade tropical Frank, localizada a cerca de 525 mi (845 km) a sul-sudeste de Manzanillo, Colima. A convecção perto do centro da tempestade teve dificuldades para se organizar devido ao cisalhamento do vento nordeste à medida que a tempestade se movia para o oeste. O cisalhamento persistiu até o início de 28 de julho. Uma vez que o cisalhamento diminuiu suficientemente, a tempestade foi capaz de se fortalecer, com a convecção profunda tornando-se mais simétrica em torno do centro e as características de banda tornando-se bem estabelecidas no final do dia seguinte. Frank consequentemente se intensificou em um furacão às 03:00 UTC em 30 de julho. O sistema se moveu para noroeste durante o dia e manteve ventos sustentados de 90 mph (150 km/h) por várias horas, antes encontrando temperaturas decrescentes da superfície do mar até o final do dia. Em seguida, começou a enfraquecer como resultado e caiu para a força da tempestade tropical no início de 1 de agosto. Mais tarde, deixou de produzir convecção profunda organizada e degenerou em um ciclone pós-tropical durante o dia seguinte.

### Tempestade Tropical Georgette
Em 25 de julho, o NHC começou a monitorar uma área de baixa pressão localizada a sudoeste da costa sudoeste do México para um possível desenvolvimento tropical. A perturbação continuou a se organizar melhor e foi designada como depressão tropical às 09:00 UTC do dia 27 de julho. Seis horas depois, a depressão se fortaleceu em uma compacta tempestade tropical Georgette. O sistema permaneceu relativamente inalterado em força durante os próximos dias , embora no início de 29 de julho, seu padrão de nuvens tenha se tornado mais simétrico com uma faixa de chuva bem desenvolvida na parte norte da tempestade, e seus ventos sustentados atingiram 60 mph (95 km/h) A tormenta, fez um Efeito Fujiwhara com a então tempestade Frank (Fotografia logo acima). E movendo-se lentamente para o oeste, a tempestade diminuiu nos próximos dias, em parte devido ao forte cisalhamento leste gerado pelo a saída da circulação do furacão Frank, e enfraqueceu para uma depressão tropical na tarde de 31 de julho. Mais enfraquecimento ocorreu em 1–2 de agosto, quando a depressão fez uma curva para nordeste, dirigida por Frank. Então, durante a tarde de 3 de agosto, Georgette degenerou em uma baixa pressão comum sobre o mar aberto.

### Furacão Howard
Em 2 de agosto, a NOAA começou a monitorar uma onda tropical produzindo chuvas e trovoadas generalizadas sobre a América Central e as águas adjacentes, antecipando que uma área de baixa pressão se formaria quando se movesse sobre o Pacífico oriental. A baixa prevista ocorreu dois dias depois nas costas da Guatemala e sul do México. Em 6 de agosto, o distúrbio tornou-se suficientemente organizado para ser classificado como depressão tropical pelo NHC. Atingida pelo ar seco importado para o centro da depressão por cisalhamento moderado do vento, a depressão não conseguiu se intensificar rapidamente. Na tarde de 7 de agosto, a depressão foi atualizada para a tempestade tropical Howard quando a convecção começou a se acumular sobre o semicírculo norte do sistema, embora o baixo-l evel circulação permaneceu parcialmente exposta ao sul devido ao cisalhamento contínuo do vento. A tempestade continuou a se organizar no dia seguinte e se tornou um furacão de categoria 1 às 21:00 UTC de 8 de agosto, quando um olho cercado por faixas convectivas se formou. Em 9 de agosto, os ventos sustentados de Howard atingiram 85 mph (140 km/h) movido para oeste-noroeste, antes de enfraquecer para uma tempestade tropical às 03:00 UTC em 10 de agosto. A última convecção profunda perto do centro de Howard cessou no meio do mesmo dia, e a tempestade mais tarde degenerou em uma baixa pós-tropical.

### Tempestade Tropical Ivette
Em 7 de agosto, a NOAA começou a prever que uma área de baixa pressão com potencial para desenvolvimento tropical se desenvolveria em poucos dias na costa sudoeste do México. Mais tarde, uma vez formada, a baixa gradualmente se tornou mais definida, e na tarde de 13 de agosto, foi classificada como uma depressão tropical. Ele rastreou sobre águas quentes do oceano, mas houve pouca melhoria em sua estrutura devido ao cisalhamento leste-nordeste moderado a forte, até uma explosão inesperada de convecção durante a tarde de 15 de agosto resultou na intensificação da depressão na tempestade tropical Ivette. No entanto, dentro de algumas horas, essa explosão estava cortando para o oeste e Ivette logo enfraqueceu de volta a uma depressão tropical. O sistema então degenerou em uma baixa pressão comum em 16 de agosto.

### Tempestade Tropical Javier
Em 29 de agosto, a NOAA observou que uma área de clima perturbado havia se formado a algumas centenas de quilômetros ao sul de Acapulco, no México. A baixa se organizou gradualmente, desenvolvendo uma circulação de baixo nível em 31 de agosto. Às 21:00 UTC de 1º de setembro, ganhou organização suficiente para ser classificado como uma depressão tropical, enquanto situado ao extremo-sul da península da Califórnia. Então, alimentado pela crescente convecção profunda sobre a região oeste da depressão e perto de seu centro, o sistema se fortaleceu na tempestade tropical Javier no início do dia seguinte, embora sua circulação tenha permanecido um pouco alongada. Apesar disso, Javier se intensificou, atingindo ventos sustentados de 50 mph (85 km/h) em 3 de setembro. Mais tarde, no mesmo dia no entanto, a tempestade atravessou águas mais frias e começou a enfraquecer. Javier se tornou um ciclone pós-tropical em 4 de setembro, enquanto se movia para o mar.
Banda de chuva de Javier trouxeram chuvas fortes e rajadas de vento para a península da California ao passar pela costa.

### Furacão Kay
Em 30 de agosto, o NHC observou que uma área de clima perturbado havia se formado algumas centenas de quilômetros ao sul de Acapulco, Guerrero. Este distúrbio tornou-se organizado como uma depressão tropical em 4 de setembro, e fortaleceu-se na Tempestade Tropical Kay mais tarde naquele mesmo dia. A tempestade continuou a se intensificar e, na manhã de 5 de setembro, tornou-se um furacão de categoria 1. No dia seguinte, o olho do furacão passou pela Ilha Socorro com ventos sustentados de 85 mph (140 km/h). Depois, enquanto se movia para o norte-noroeste no início de 7 de setembro, Kay se intensificou em um furacão de categoria 2. Essa intensificação teve vida curta, no entanto, à medida que o topo das nuvens ao redor do olho de Kay aqueceram e seu padrão geral de nuvens tornou-se menos organizado e um pouco alongado no mesmo dia, resultando no enfraquecimento do furacão para a força da categoria 1. Kay atingiu terra ao longo da costa central da Península de Baja California com ventos de 75 mph (120 km/h) em 8 de setembro, Depois enfraqueceu para uma tempestade tropical, antes de voltar para o oceano. A tempestade então curvou e se afastou da península e fez a transição para um ciclone extratropical no início de 10 de setembro.
Enquanto Kay seguia paralelo à costa do Sudoeste do México, suas bandas de chuva encharcaram os Estados costeiros de Oaxaca ao norte de Naiarite com até 140 mm (5.5 in) de chuva. Além de inundações e danos menores, o furacão também foi responsável por três mortes em Guerrero. Kay também varreu a maior parte da Península de Baja California com ventos fortes e chuvas fortes, o que causou inundações e deslizamentos de terra; não houve relatos de feridos. Antes da tempestade, mais de 1.600 pessoas evacuaram para abrigos de acordo com funcionários do Estado de Baja California Sur. As bandas externas de Kay também atingiram o sul da Califórnia, trazendo rajadas de vento de até 160 km/h (100 mph) para algumas áreas, principalmente no Condado de San Diego, e causando inundações repentinas que causaram preocupações. A chuva foi benéfica para as equipes em Condado de Riverside que lutavam contra o incêndio de Fairview, pois mitigou parte da ameaça representada pelos ventos fortes e condições secas.

## Nomes das tormentas
Os nomes a seguir serão usados para tempestades nomeadas que se formam no nordeste do Oceano Pacífico durante o ano de 2022. Os nomes retirados, se houver, serão anunciados pela Organização Meteorológica Mundial durante as 45.ª Sessões conjuntas do Comitê de Furacões RA IV na primavera de 2023. Os nomes não retirados desta lista serão usados novamente na temporada de 2028. Esta é a mesma lista usada na temporada de 2016:
| - Agatha - Blas - Celia - Darby - Estelle - Frank - Georgette - Howard | - Ivette - Javier - Kay - Lester - Madeline - Newton - Orlene - Paine | - Roslyn - Seymour (sem ser usado) - Tina (sem ser usado) - Virgil (sem ser usado) - Winifred (sem ser usado) - Xavier (sem ser usado) - Yolanda (sem ser usado) - Zeke (sem ser usado) |

Para tempestades que se formam na área de responsabilidade do Centro de Furacões do Pacífico Central, abrangendo a área entre 140 graus a oeste e a Linha Internacional de Data, todos os nomes são usados em uma série de quatro listas rotativas. Os próximos quatro nomes que serão programados para uso em 2022 são mostrados abaixo:
| - Hone (sem ser usado) | - Iona (sem ser usado) | - Keli (sem ser usado) | - Lala (sem ser usado) |  |

### Ciclones tropicais vindos do Atlântico
Se um ciclone tropical cruzar a bacia do Atlântico e se transferir para o Pacífico, ou vice-versa, e não perder suas características tropicais manterá o nome atribuído a NOAA. As tormentas foram nomeadas da seguinte maneira:
- Bonnie
- Júlia

## Efeitos sazonais
Esta é uma tabela de todas as tempestades que se formaram na temporada de furacões do Pacífico de 2022. Inclui sua duração, nomes, áreas afetadas, danos e totais de mortes. As mortes entre parênteses são adicionais e indiretas (um exemplo de morte indireta seria um acidente de trânsito), mas ainda estavam relacionadas àquela tempestade. Danos e mortes incluem totais enquanto a tempestade foi extratropical, uma onda tropical ou uma baixa, e todos os números estão registrados em USD (Dólar estadunidense):

| Escala de Furacões de Saffir-Simpson |    |    |   |   |   |   |   |
| DT                                   | TS | TT | 1 | 2 | 3 | 4 | 5 |

| Agatha                | 28 de maio – 31                     | Furacão categoria 2 | 175 (110) | 964  | Sul do México                                                                                                  | Desconhecido | 9      | [ 176 ] |
| Blas                  | 14 de junho – 20                    | Furacão categoria 1 | 150 (90)  | 976  | Sudoeste do México, Ilhas Revillagigedo                                                                        | Menor        | 4      | [ 46 ]  |
| Celia                 | 16 de junho – 28                    | Tempestade tropical | 100 (65)  | 993  | El Salvador, Guatemala, sul do México, Ilhas Revillagigedo                                                     | Desconhecido | 1      | [ 65 ]  |
| Bonnie                | 2 de julho – 9                      | Furacão categoria 3 | 185 (115) | 964  | Nicarágua, Costa Rica, Guatemala, El Salvador, Sul do México, Ilhas Revillagigedo (depois de cruzar as bacias) | Desconhecido | 1      |         |
| Darby                 | 9 de julho – 17                     | Furacão categoria 4 | 220 (140) | 954  | Havaí | Nenhum       | Nenhum |         |
| Estelle               | 15 de julho – 21                    | Furacão categoria 1 | 140 (85)  | 984  | Sul do México, Ilhas Revillagigedo                                                                             | Nenhum       | Nenhum |         |
| Frank                 | 26 de julho – 2 de agosto           | Furacão categoria 1 | 140 (85)  | 975  | Sul do México, Península da Califórnia                                                                         | Nenhum       | Nenhum |         |
| Georgette             | 27 de julho – 4 de agosto           | Tempestade tropical | 95 (60)   | 997  | Sul do México                                                                                                  | Nenhum       | Nenhum |         |
| Howard                | 6 de agosto – 11                    | Furacão categoria 1 | 140 (85)  | 983  | Sul do México, Península da Califórnia                                                                         | Nenhum       | Nenhum |         |
| Ivette                | 13 de agosto – 16                   | Tempestade tropical | 65 (40)   | 1005 | Península da Califórnia                                                                                        | Nenhum       | Nenhum |         |
| Javier                | 1 de setembro – 4                   | Tempestade tropical | 85 (50)   | 999  | Sul do México                                                                                                  | Nenhum       | Nenhum |         |
| Kay                   | 4 de setembro–10                    | Furacão categoria 2 | 165 (105) | 967  | Sudoeste México, Ilhas Revillagigedo, Península de Baja California peninsula, Sul da Califórnia, Arizona       | Desconhecido | 3      |         |
| Lester                | 15 de setembro – 17                 | Tempestade tropical | 75 (45)   | 1002 | Sudoeste do México                                                                                             | Desconhecido | 1      |         |
| Madeline              | 17 de setembro – 20                 | Tempestade tropical | 100 (655) | 992  | Sudoeste do México                                                                                             | Desconhecido | 3      |         |
| Newton                | 21 de setembro – 25                 | Tempestade tropical | 100 (65)  | 996  | Sudoeste do México, Ilhas Revillagigedo,                                                                       | Desconhecido | 0      |         |
| Orlene                | 29 de setembro – 4 de outubro       | Furacão categoria 4 | 215 (135) | 949  | Oeste do México                                                                                                | Desconhecido | 0      |         |
| Paine                 | 3 de outubro – 5                    | Tempestade tropical | 75 (45)   | 1004 | Oeste do México                                                                                                | Desconhecido | 0      |         |
| Júlia                 | 9 de outubro (Entrou na bacia) – 10 | Tempestade tropical | 75 (45)   | 1000 | Nicarágua | Desconhecido | 0      |         |
| Roslyn                | 20 de outubro – 24                  | Furacão categoria 4 | 215 (130) | 950  | Oeste do México                                                                                                | Desconhecido | 0      |         |
| Agregado da temporada |                                     |                     |           |      | |              |        |         |
| 19 sistemas           | 28 de maio – Temporada em curso     |                     | 220 (140) | 949  | | Menor        | 18+71  |         |